# Vercelli
Vercelli é uma comuna italiana da região do Piemonte, província de Vercelli, com cerca de 46.552 habitantes. Por possuir um rico patrimônio arquitetônico e artístico é considerada uma "città d'arte" italiana. Destaca-se também pela sua produção de arroz, que desde a Idade Média ocupa um espaço importante no comércio europeu.  Anualmente é realizado na cidade o Concurso Internacional de Música Giovanni Battista Viotti, em homenagem ao homônimo compositor. Estende-se por uma área de 79 km², tendo uma densidade populacional de 569 hab/km². Faz fronteira com Asigliano Vercellese, Borgo Vercelli, Caresanablot, Desana, Lignana, Olcenengo, Palestro (PV), Prarolo, Salasco, Sali Vercellese, San Germano Vercellese, Villata, Vinzaglio (NO).
Era conhecida como Vercelas (em latim: Vercellae) durante o período romano.

## Demografia
| Variação demográfica do município entre 1861 e 2011                               |
|                                                                                   |
| Fonte: Istituto Nazionale di Statistica (ISTAT) - Elaboração gráfica da Wikipedia |